# Trivialmusik
Trivialmusik ist ein abwertender Begriff für Musik, die als geringwertig im Unterschied zu „Kunstmusik“ eingeschätzt wird. Er entspricht etwa dem Begriff der Trivialliteratur.
Kennzeichen von als Trivialmusik bezeichneter Musik sind die geringe Zahl der musikalischen Mittel, etwa durch eine stereotype Melodik, Harmonik und Rhythmik. Die Zuhörer sind oft Mitglieder einer bestimmten Gruppe (siehe F-Musik; funktionale Musik). Trivialmusik soll meist unterhalten und setzt sich nie kritisch mit einem Thema auseinander. Somit gehört sie in den Bereich der U-Musik.
Unter anderem folgende Musikstile wurden als trivial bezeichnet:
- Popmusik
- Rockmusik
- Hip-Hop
- Schlager
- Partyschlager
- Techno
- Volkstümliche Musik